# خنفساء القلف الأوروبية الكبيرة
خنفساء القلف الأوروبية الكبيرة (الاسم العلمي: Scolytus scolytus) (بالإنجليزية: larger European elm bark beetle)‏ هو نوع من الحشرات يتبع جنس خنفساء القلف من فصيلة السوسية الحقيقية.